# Carlinhos (ur. 1974)
Carlinhos, właśc. Carlos Augusto Rodrigues lub Carlinhos Paulista (ur. 5 grudnia 1974 w Campinas) – piłkarz brazylijski, występujący na pozycji środkowego obrońcy.

## Kariera klubowa
Karierę piłkarską Carlinhos zaczął w klubie Guarani FC w 1994 roku. W lidze brazylijskiej zadebiutował 24 września 1995 w przegranym 0-1 meczu z EC Juventude. W 1996 był zawodnikiem EC Juventude, a w pierwszej połowie 1997 Juventusu z São Paulo. W 1997 roku wyjechał do niemieckiego drugoligowego Waldhofu Mannheim. W Waldhofie występował przez półtora roku i na początku 1999 powrócił do Brazylii do Figueirense FC. Z Figueirense zdobył mistrzostwo stanu Santa Catarina – Campeonato Catarinense w 1999 roku.
W latach 2000–2001 występował w EC Bahia. Z Bahią zdobył mistrzostwo stanu Bahia – Campeonato Baiano w 2001 roku. W 2002 roku po raz kolejny występował w Figueirense, z którym zdobył kolejne mistrzostwo stanu. W 2004 roku powrócił do Guarani. W latach 2005–2006 występował w Santa Cruz FC. Z Santa Cruz zdobył mistrzostwo stanu Bahia – Campeonato Baiano oraz awansował do I ligi w 2005 roku. W Santa Cruz 24 maja 2006 w przegranym 1-4 meczu z EC Juventude Carlinhos rozegrał ostatni mecz w lidze brazylijskiej. W lidze brazylijskiej rozegrał 98 meczów. W późniejszych latach występował w klubach z niższych lig.
W latach 2009–2011 był zawodnikiem Red Bull Brasil.

## Kariera reprezentacyjna
W reprezentacji Brazylii Carlinhos zadebiutował 20 grudnia 1995 w wygranym 3-1 towarzyskim meczu z reprezentacją Kolumbii. Był to udany debiut, gdyż strzelił bramkę w 83 min. meczu. W 1996 Carlinhos wystąpił w Złotym Pucharze CONCACAF 1996, na którym Brazylia zajęła drugie miejsca. Carlinhos na turnieju wystąpił w czterech meczach z Kanadą, Hondurasem, USA i Meksykiem, który był jego ostatnim meczem w reprezentacji.